# Emilio Marquez (Bischof)
Emilio Zurbano Marquez (* 28. Mai 1941 in Lopez, Quezon, Philippinen) ist ein philippinischer Geistlicher und emeritierter römisch-katholischer Bischof von Lucena.

## Leben
Emilio Marquez empfing am 6. Juni 1964 das Sakrament der Priesterweihe für das Bistum Lucena.
Am 15. Dezember 1984 ernannte ihn Papst Johannes Paul II. zum ersten Bischof des im selben Jahr errichteten Bistums Gumaca. Der Apostolische Nuntius auf den Philippinen, Erzbischof Bruno Torpigliani, spendete ihm am 29. Januar 1985 die Bischofsweihe; Mitkonsekratoren waren der Erzbischof von Cebu, Ricardo J. Vidal, und der Bischof von Lucena, Ruben Profugo. Am 4. Mai 2002 bestellte ihn Johannes Paul II. zum Koadjutorbischof von Lucena. Emilio Marquez wurde am 13. September 2003 in Nachfolge von Ruben Profugo, der aus Krankheitsgründen zurücktrat, Bischof von Lucena.
Papst Franziskus nahm am 29. Juli 2017 seinen altersbedingten Rücktritt an.